# Heinz Lechner
Heinrich Lebrecht Sebastian „Heinz” Lechner (ur. 26 kwietnia 1928 zm. 4 listopada 2020) – austriacki szermierz. Reprezentant kraju podczas igrzysk olimpijskich w Londynie i igrzysk olimpijskich w Helsinkach.
W Londynie wystąpił tylko w turnieju drużynowym szablistów, w którym Austria odpadła w drugiej rundzie. W Helsinkach wystąpił zarówno w turnieju drużynowym, w którym Austria zdobyła 5. miejsce, jak i w indywidualnym szablistów, w którym był 8.